# Tào Hiếu bá
Tào Hiếu bá (chữ Hán: 蔡孝伯; trị vì: 894 TCN - 865 TCN), tên thật là Cơ Vân (姬云), là vị vua thứ năm của nước Tào – chư hầu nhà Chu trong lịch sử Trung Quốc.
Cơ Vân là con của Tào Cung bá – vua thứ 4 nước Tào. Sau khi Cung bá mất, Cơ Vân lên thay, tức là Tào Hiếu bá.
Sử sách không ghi chép sự kiện xảy ra liên quan tới nước Tào trong thời gian ông làm vua.
Năm 865 TCN, Tào Hiếu bá qua đời. Con ông là Cơ Hỉ lên nối ngôi, tức là Tào Di bá.